# 古都奈良の文化財
古都奈良の文化財（ことなら の ぶんかざい）とは、日本の奈良県奈良市内にある8件の地域遺産（神社仏閣6〈神社1、仏閣5〉、史跡・名勝1、天然記念物1）と緩衝地帯とで構成されるユネスコ世界遺産（文化遺産）。総面積約31.18平方キロメートル。
1997年（平成9年）の推薦を経て、1998年（平成10年）12月2日、京都市で開催されたユネスコ世界遺産委員会で登録された。ユネスコ世界遺産として日本で9件目、文化遺産としては7件目であった。

## 概要
特別天然記念物である春日山原始林は、そのままの評価であれば自然遺産であるべきところ、当物件では文化遺産に区分されている。その理由を春日大社境内と春日山原始林を一体と捉えたうえで登録されたからと説明する向きもあるものの、そのとおりであれば、広く謳われている「8件」という地域遺産の登録物件数が合わず、7件ということになる。
鉄道そのものが登録物件である場合以外では、ユネスコ世界遺産で唯一（※2019年時点）、指定区域内を鉄道が走る。平城宮跡を東西に横断する近鉄奈良線（大和西大寺－新大宮間）がそれで、登録が検討される遥か以前から営業している（近畿日本鉄道の直系前身にあたる大阪電気軌道により1914年〈大正3年〉開通）ことをもって、あえて問題視されなかったとみられる。奈良県は近鉄奈良線の宮跡外への移設に向けて本格的検討を始めたことを2017年（平成29年）1月に発表したが、近鉄としては、「近鉄側に瑕疵がなく、国や県の都合で移設せよというなら費用も負担してほしい」という立場であるため、予算問題でその後計画が流動的になっている。

## 構成遺産
当物件の地域遺産は、神社1件・仏教寺院5件の国宝建造物を主とし、一部が特別名勝にも指定されている特別史跡の平城宮跡と、特別天然記念物である春日山原始林の、計8件で構成されている。以下に個別の地域遺産を記載する。
| 管理番号        | 名称                       | 画像 | 所在地の住所と座標 | 備考 |
| --------------- | -------------------------- | ---- | --- | --- |
| 870-001         | 東大寺                     |      | 東大寺 奈良県奈良市雑司町406-1 北緯34度41分20.00秒 東経135度50分23.00秒 / 北緯34.6888889度 東経135.8397222度 正倉院 奈良県奈良市雑司町129               | 東大寺の国宝建造物を主とする。現在は分離して宮内庁管理となっている正倉院（国宝）を含む。 |
| 870-002         | 興福寺                     |      | 奈良県奈良市登大路町48 北緯34度40分59.00秒 東経135度50分0.00秒 / 北緯34.6830556度 東経135.8333333度                                                     | 興福寺の国宝建造物を主とする。 |
| 870-003 870-004 | 春日大社 及び 春日山原始林 |      | 春日大社 奈良県奈良市春日野町160 北緯34度40分53.00秒 東経135度50分54.00秒 / 北緯34.6813889度 東経135.8483333度 春日山原始林 奈良県奈良市春日野町160地先 | 春日大社は、春日大社境内にある国宝建造物を主とする。春日山原始林は、春日大社の神域の山・春日山の中核にあたり、特別天然記念物にも指定されている原生林を指す。 ただし、これらを1件と数えるか2件と数えるかは資料によって異なり、従って管理番号もズレが生じる。 |
| 870-005         | 元興寺                     |      | 奈良県奈良市中院町11 北緯34度40分40.00秒 東経135度49分52.00秒 / 北緯34.6777778度 東経135.8311111度                                                      | 元興寺の国宝建造物を主とする。 |
| 870-006         | 薬師寺                     |      | 奈良県奈良市西ノ京町457 北緯34度40分6.00秒 東経135度47分3.00秒 / 北緯34.6683333度 東経135.7841667度                                                     | 薬師寺の国宝建造物を主とする。 |
| 870-007         | 唐招提寺                   |      | 奈良県奈良市五条町13-46 北緯34度40分32.00秒 東経135度47分5.00秒 / 北緯34.6755556度 東経135.7847222度                                                    | 唐招提寺の国宝建造物を主とする。 |
| 870-008         | 平城宮跡                   |      | 奈良県奈良市の佐紀町・二条大路南・法華寺町一带 北緯34度41分31.00秒 東経135度47分49.00秒 / 北緯34.6919444度 東経135.7969444度                            | 特別史跡。一部は特別名勝にも指定されている。 |

## 登録基準
この世界遺産は世界遺産登録基準のうち、以下の条件を満たし、登録された（以下の基準は世界遺産センター公表の登録基準からの翻訳、引用である）。
- (2) ある期間を通じてまたはある文化圏において、建築、技術、記念碑的芸術、都市計画、景観デザインの発展に関し、人類の価値の重要な交流を示すもの。
- (3) 現存するまたは消滅した文化的伝統または文明の、唯一のまたは少なくとも稀な証拠。
- (4) 人類の歴史上重要な時代を例証する建築様式、建築物群、技術の集積または景観の優れた例。
- (6) 顕著で普遍的な意義を有する出来事、現存する伝統、思想、信仰または芸術的、文学的作品と直接にまたは明白に関連するもの（この基準は他の基準と組み合わせて用いるのが望ましいと世界遺産委員会は考えている）。

具体的には、
- (2) 古都奈良の文化財は日本建築と日本美術の進化のひときわ優れた証拠性を有しており、それらは中国と朝鮮との文化的つながりの結果であり後世の発展に重要な影響を与えることになった。
- (3) 奈良の建築遺産は、奈良が首都であった時代に開花した日本文化の唯一の証左である。
- (4) 奈良における皇室宮殿の配置と現存文化財の設計は、初期アジアの首都群の建築と都市設計に関するきわだった例である。
- (6) 奈良の仏教寺院と神社は、ひときわ優れた形で宗教の連続的な力と影響を証明する。